# 大豊工業
大豊工業株式会社（たいほうこうぎょう、英: Taiho Kogyo Co., Ltd.）は、愛知県豊田市に本社を置く企業で、すべり軸受を主要製品とするトヨタグループ自動車部品メーカー。トヨタ自動車の持分法適用関連会社。

## 概要
- 主な事業内容はエンジンベアリング（メタル）をはじめとしたすべり軸受製品、アルミダイカスト製品、組付け製品の製造および販売。
- 連結売上高の7割をトヨタ系企業が占める。
- 主要製品のすべり軸受は、日産自動車をのぞいた国内自動車メーカーへ供給されている。とりわけトヨタ自動車におけるエンジンベアリングのシェアは9割近い。
- 主要株主はトヨタ自動車、豊田自動織機。
- 三井住友アセットマネジメントが販売する「トヨタグループ株式ファンド」[1]を構成する会社である。

## 沿革
- 1939年（昭和14年）12月 - 西尾精機株式会社を愛知県幡豆郡西尾町（現西尾市）に設立[2]。
- 1944年（昭和19年）01月 - 大豊工業株式会社に商号変更。挙母町（現豊田市）に本社を移転。
- 1999年（平成11年）03月 - 名古屋証券取引所第2部に上場。
- 2000年（平成12年）03月 - 東京証券取引所第2部に上場。
- 2001年（平成13年）03月 - 東証・名証各1部に上場。
- 2004年（平成16年） - 岐阜県土岐市に「株式会社タイホウパーツセンター」（TPC）を設立。
- 2005年（平成17年） - 岐阜県可児郡御嵩町に「大豊岐阜株式会社」を設立。「日本ガスケット株式会社」を完全子会社化。
- 2012年（平成24年） - 中国の「常州恒業軸瓦材料有限公司（WBM）」を完全子会社化。
- 2015年（平成27年） - 「株式会社タイホウパーツセンター」（TPC）を「大豊岐阜株式会社」に統合。
- 2019年（平成31年） - 「大豊岐阜株式会社」を吸収合併。
- 2023年（令和5年） - 東京証券取引所における市場区分をスタンダード市場へ変更。

## 拠点・グループ会社

### 国内生産拠点
- 本社/本社工場 - 愛知県豊田市緑ヶ丘
- 細谷工場 - 愛知県豊田市細谷町
- 篠原工場 - 愛知県豊田市篠原町
- 幸海工場 - 愛知県豊田市幸海町
- 九州工場 - 鹿児島県出水市緑町
- 岐阜工場 - 岐阜県可児郡御嵩町
- 土岐工場 - 岐阜県土岐市泉北山町
- 技術開発センター - 愛知県豊田市細谷町
- 東京営業所 - 東京都中央区
- 大阪営業所 - 大阪府大阪市

### 国内の連結子会社
- 大豊精機 - 愛知県豊田市
- 日本ガスケット - 愛知県豊田市
- ティーイーティー(TET) - 愛知県春日井市
- タイホウライフサービス - 愛知県豊田市

### 海外の連結子会社
アメリカ合衆国
- タイホウコーポレーションオブアメリカ (TCA)

インドネシア
- タイホウヌサンタラ (PTN)

ハンガリー
- タイホウコーポレーションオブヨーロッパ (TCE)

タイ
- タイホウコーポレーションオブタイランド (TCT)

韓国
- 韓国大豊 (TCK)

中国
- 大豊工業（煙台）有限公司 (TCY)
- 常州恒業軸瓦材料有限公司 (WBM)